# Rolf Adlersparre
Rolf Adlersparre, född 31 juli 1859 i Karlskrona, död 25 november 1943 i Helsingborg, var en svensk konstnär och skulptör.

## Biografi
Rolf Adlersparre studerade vid Konstakademien i Stockholm 1883–1887. Han skapade bland annat gudarna Frigg, Heimdall, Freja och Tor som flankerar Djurgårdsbron i Stockholm samt figuren Moder Svea på Stockholms Enskilda Bankens gamla fastighet i Kvarteret Pan, Gamla stan i Stockholm.
Han tillhörde adliga ätten Adlersparre och var son till riksdagsmannen, greve Axel Adlersparre och hans första hustru Heliodora Anckarsvärd. Han förblev ogift.
Rolf Adlersparre är gravsatt vid Helsingborgs krematorium. Han var bror till författarna Sofie Adlersparre och Alcyone Adlersparre.

## Figurerna på Djurgårdsbron

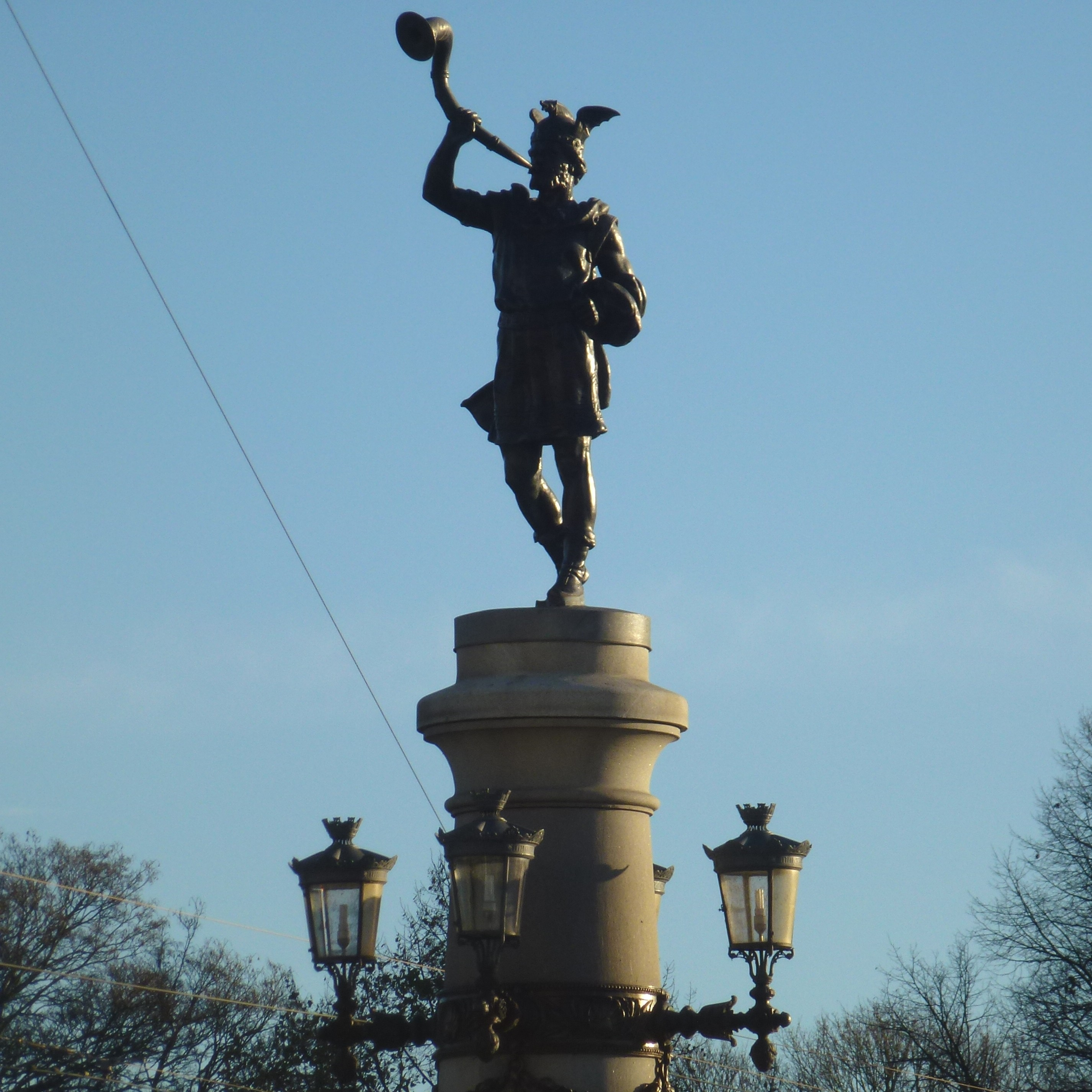
Heimdal
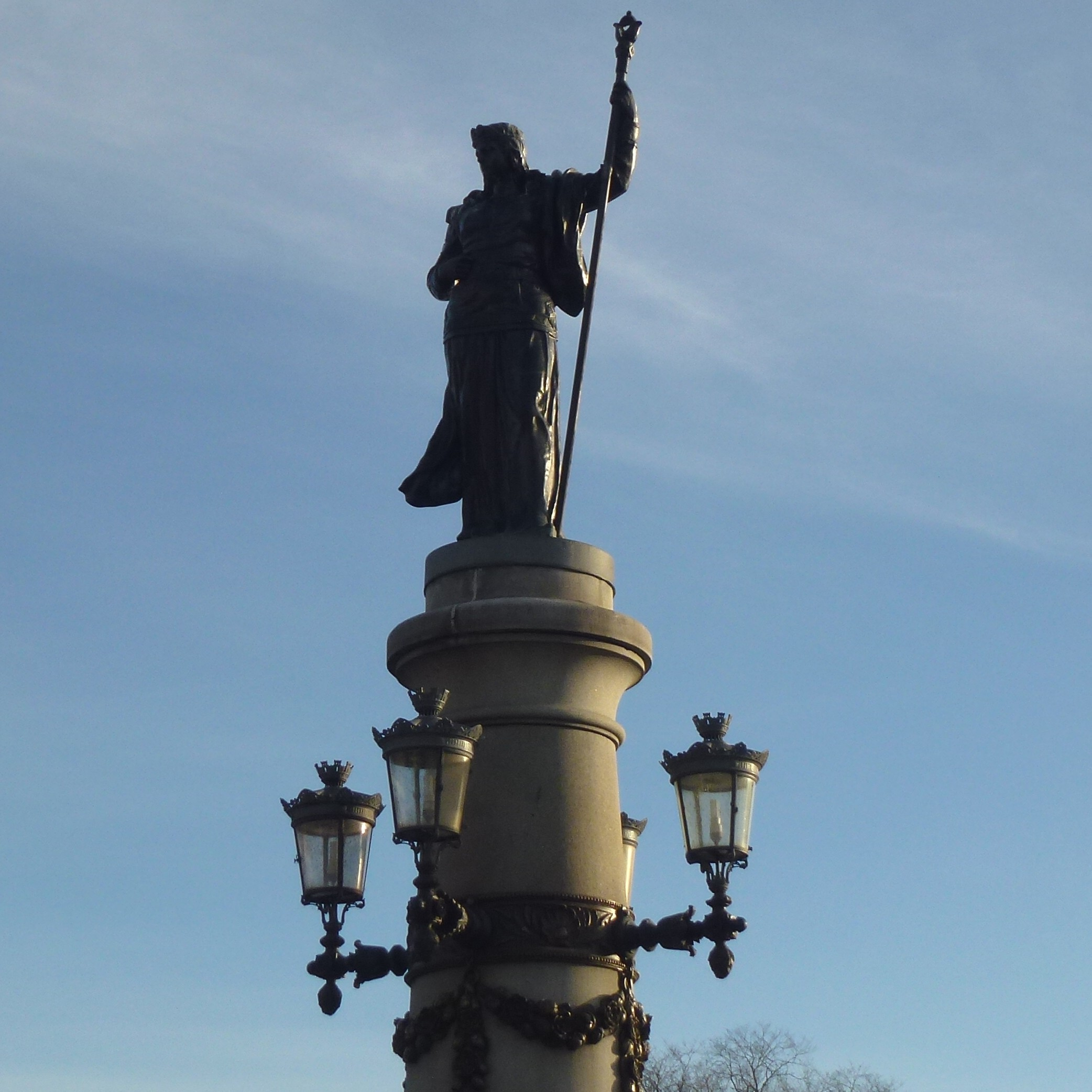
Frigg
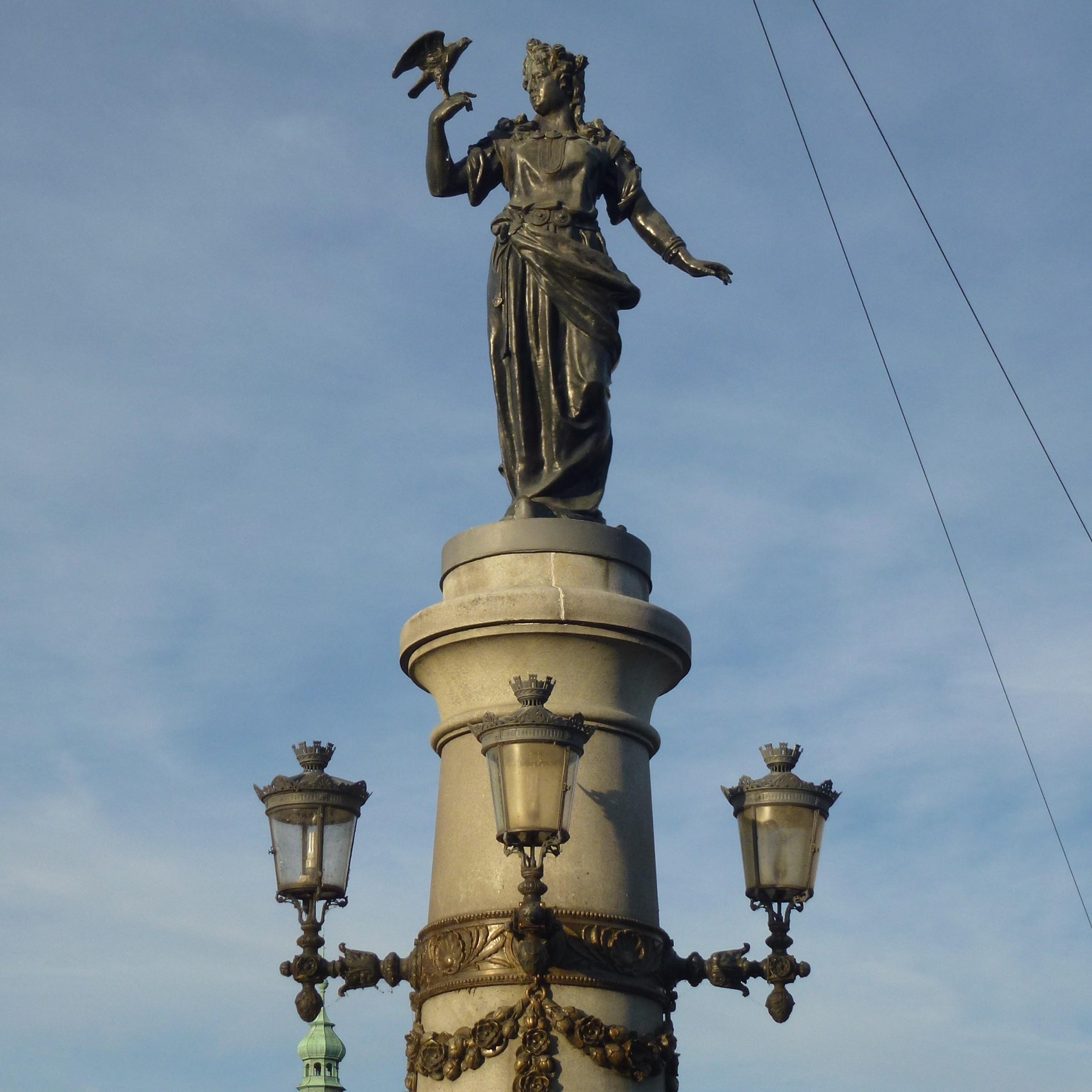
Freja
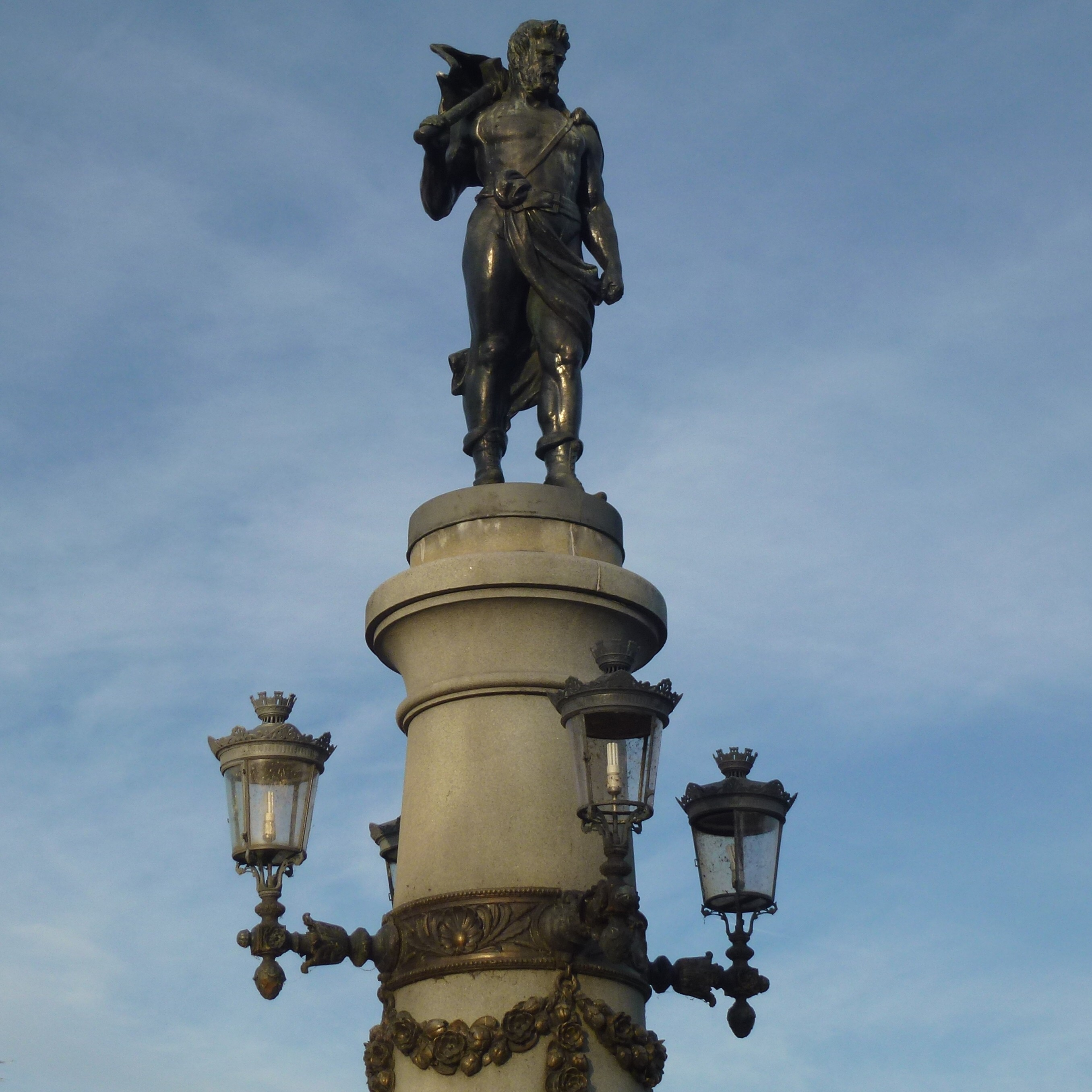
Tor